# Joaquín Ortega
Joaquín Ortega Gascón (Tavernes de la Valldign, 19 maart 1981) is een Spaans voormalig professioneel wielrenner. Hij reed voor onder meer Fuerteventura-Canarias. In 2006 werd hij Spaans kampioen op de weg voor elite zonder contract, waarna hij een contract aangeboden kreeg door Fuerteventura. 
In 2010 werd hij betrapt op het gebruik van epo, hierdoor werd zijn etappe-overwinning in de Ronde van Portugal van dat jaar hem ontnomen.

## Belangrijkste overwinningen
2006
- Spaans kampioen op de weg, Elite zonder contract

2010
- 6e etappe Ronde van Portugal

## Grote rondes
Geen